# Аньолетто, Марчелло
Марчелло Аньолетто (итал. Marcello Agnoletto; род. 2 января 1932, Монтебеллуна, Италия) — итальянский футболист, полузащитник.

## Клубная карьера
Родился 2 января 1932 года в городе Монтебеллуна. Воспитанник футбольной школы местного одноименного клуба. Взрослую футбольную карьеру начал в 1951 году в основной команде того же клуба, в которой провел один сезон.
Своей игрой за эту команду привлек внимание представителей тренерского штаба «Падовы», в состав которой присоединился в 1952 году. Большинство времени, проведенного в составе команды, был её основным игроком.
Впоследствии с 1956 по 1963 год играл за «Сампдорию», «Виченцу», «Падову», «Модену» и «Тревизо».
Завершил игровую карьеру во «Виареджо», за которую выступал в течение 1963—1964 годов.

## Карьера в сборной
Осенью 1956 года принял участие в своей единственной игре за национальную сборную Италии — матче против швейцарцев в рамках Кубка Центральной Европы 1955—1960.